# Kanarische Küche
Die kanarische Küche ist historisch aus der Ernährung der Altkanarier, aus den Einflüssen der Eroberer im 15. Jahrhundert und aus den Beziehungen der Inseln zu Lateinamerika entstanden. Die Insellage, die Weltkriege und der Boykott Spaniens durch die UNO während der Franco-Diktatur führten dazu, dass sich auf den Kanarischen Inseln bis zur Mitte des 20. Jahrhunderts eine Küche entwickelte, die von Importen aus dem Ausland und vom spanischen Festland möglichst unabhängig sein musste.

## Ernährung der Altkanarier
Die Altkanarier lebten etwa seit 500 v. Chr. auf den Kanarischen Inseln. Sie hatten bis zum Ende des Mittelalters kaum Kontakt zu Afrika oder Europa. Es gab offenbar auch nur wenig Kontakt zwischen den einzelnen Inseln. Die Nahrung der Ureinwohner bestand hauptsächlich aus Produkten der Viehzucht, gesammeltem Obst, Gemüse, Wurzeln und Gerste. Das Fleisch von Ziegen, Schafen und Schweinen wurde gebraten oder gekocht gegessen. Die Milch von Ziegen und Schafen wurde auch zu Käse weiterverarbeitet. Essbare Früchte waren auf den Inseln selten. Ob es vor dem 14. Jahrhundert bereits Feigen gab, ist umstritten. Es gab offenbar verschiedene Hülsenfrüchte und einige essbare Wurzeln. Jagdbares Wild gab es nur in Form von teilweise sehr großen Eidechsen und einigen Vögeln. Vögel, die es vor der Eroberung auf den Inseln gab und die heute noch als jagdbares Wild gelten, sind Wachteln (Coturnix coturnix), Turteltauben (Streptopelia turtur) und Felsentauben (Columba livia). Da die Altkanarier keine seegängigen Schiffe hatten, beschränkte sich der Fischfang auf die enge Küstenregion. In den bei Ebbe entstehenden Seen fingen sie Fische z. T. dadurch, dass sie sie mit Hilfe des Saftes von Wolfsmilchgewächsen betäubten. Schalen von Muscheln und Reste von Krabben in den Höhlen deuten darauf hin, dass sie einen Teil der Ernährung ausmachten. Das wichtigste pflanzliche Nahrungsmittel war Gofio. Er bestand aus Getreide, vorwiegend Gerste, die in Tontöpfen geröstet und dann in einfachen Handmühlen gemahlen wurde. Das so entstandene Mehl wurde mit Ziegenmilch, Käse und Fett vermischt und zu einer festen Masse geknetet.
Von den im Jahr 2014 auf den Kanarischen Inseln lebenden 219.115 Ziegen gehörten 161.652 zu der Rasse „Majorera“, deren Herkunft direkt auf die Tiere der Majoreros, der Altkanarier der Insel Fuerteventura, zurückgeführt wird.
Die Schweinerasse „Negra Canaria“ stammt aus der Zeit der Altkanarier. Sie wurde später mit Rassen der Iberischen Halbinsel und den Britischen Inseln gekreuzt und gilt heute als eine autochthone Art. Da die „Porcinas Negras Canarias“ vom Aussterben bedroht waren bzw. sind, fördern die staatlichen Stellen die Zucht dieser Tiere, um eine Spezialität der kanarischen Küche zu erhalten. Im Jahr 2014 waren von 51.652 Schweinen auf den Kanarischen Inseln 2.956 Tiere dieser Rasse.
Aus der Nahrung der Ureinwohner findet man in der heutigen kanarischen Küche Gofio, Ziegenkäse (Queso de Cabra), Schafskäse (Queso de Ovejo), Ziegenfleisch (Carne de Cabra) und Schweinefleisch (z. B. als Carne Fiesta).

## Küche der Eroberer
Im 15. Jahrhundert wurden die Kanarischen Inseln für die Krone Kastiliens erobert. Ein großer Teil der Eroberer stammte aus Andalusien oder hatte einige Zeit in Andalusien gelebt und an der Eroberung des Königreiches Granada teilgenommen. Das Ackerland der Inseln wurde weitgehend den Eroberern zugeteilt, mit der Auflage, es landwirtschaftlich zu nutzen. Dazu wurden viele Landarbeiter aus Andalusien und Extremadura angeworben, die für die Selbstversorgung in erster Linie die ihnen bekannten Pflanzen anbauten. Die Essgewohnheiten der Bevölkerung der Kanarischen Inseln hatten daher eine große Ähnlichkeit mit der Andalusischen Küche. Es wurden Bewässerungssysteme angelegt, die eine Intensivierung der Landwirtschaft ermöglichten. Weizen, Gemüse und Wein wurden anfänglich nur für den Eigenverbrauch angebaut.

### Viehzucht
In der Viehzucht ergaben sich Schwierigkeiten durch die bodengeografischen Gegebenheiten der meisten Inseln. Rinder wurden daher in erster Linie als Zugtiere eingesetzt. Schafherden wie auf der Iberischen Halbinsel konnten auf den Kanarischen Inseln nicht gehalten werden. Daraus entstanden auch für die Küche Konsequenzen. Rindfleisch und Schaffleisch spielen in der kanarischen Küche nur eine untergeordnete Rolle. Die Zucht von Geflügel beschränkt sich auch heute noch auf Haushühner.
Aus Spanien wurde die Technik der Konservierung von Fleisch und Fisch durch Einsalzen eingeführt. Dadurch konnte das schnell verderbliche Schweinefleisch länger aufgehoben werden. Gesalzener durchwachsener Schweinespeck (Panceta salada) ist ein wichtiger Bestandteil der Suppen der heutigen kanarischen Küche.

### Wild
Seit dem 16. Jahrhundert gibt es auf den Kanarischen Inseln Wildkaninchen. Ob diese absichtlich ausgesetzt wurden oder Züchtern entlaufen waren, ist unklar. Außerdem wurden bis heute verschiedene Tiere auf den Inseln eingeführt, die zwar als jagdbares Wild gelten, aber in der kanarischen Küche von geringer Bedeutung sind. Das Felsenhuhn (Alectoris barbara) und das Rothuhn (Alectoris rufa) wurden nach dem Jahr 1500 auf den Inseln eingebürgert. 1971 wurden in einem Teil des Nationalparks del Teide auf der Insel Teneriffa aus Gründen des Landschaftsschutzes die ersten Mufflons (Ovis aries) angesiedelt. Ihr Bestand ist heute bis auf einige hundert Exemplare angewachsen. Um eine zu große Verbreitung zu verhindern, dürfen diese Tiere zeitweise mit einer Sondergenehmigung gejagt werden. Auf der Insel La Palma wurden 1972 fünfzehn Exemplare des Mähnenspringers (Ammotragus lervia) im Nationalpark Caldera de Taburiente angesiedelt. Heute leben dort mehrere hundert Exemplare, die mit einer besonderen Genehmigung gejagt werden dürfen.
Das Wild der kanarischen Küche beschränkt sich auf Kaninchen.

### Fisch und Meeresfrüchte

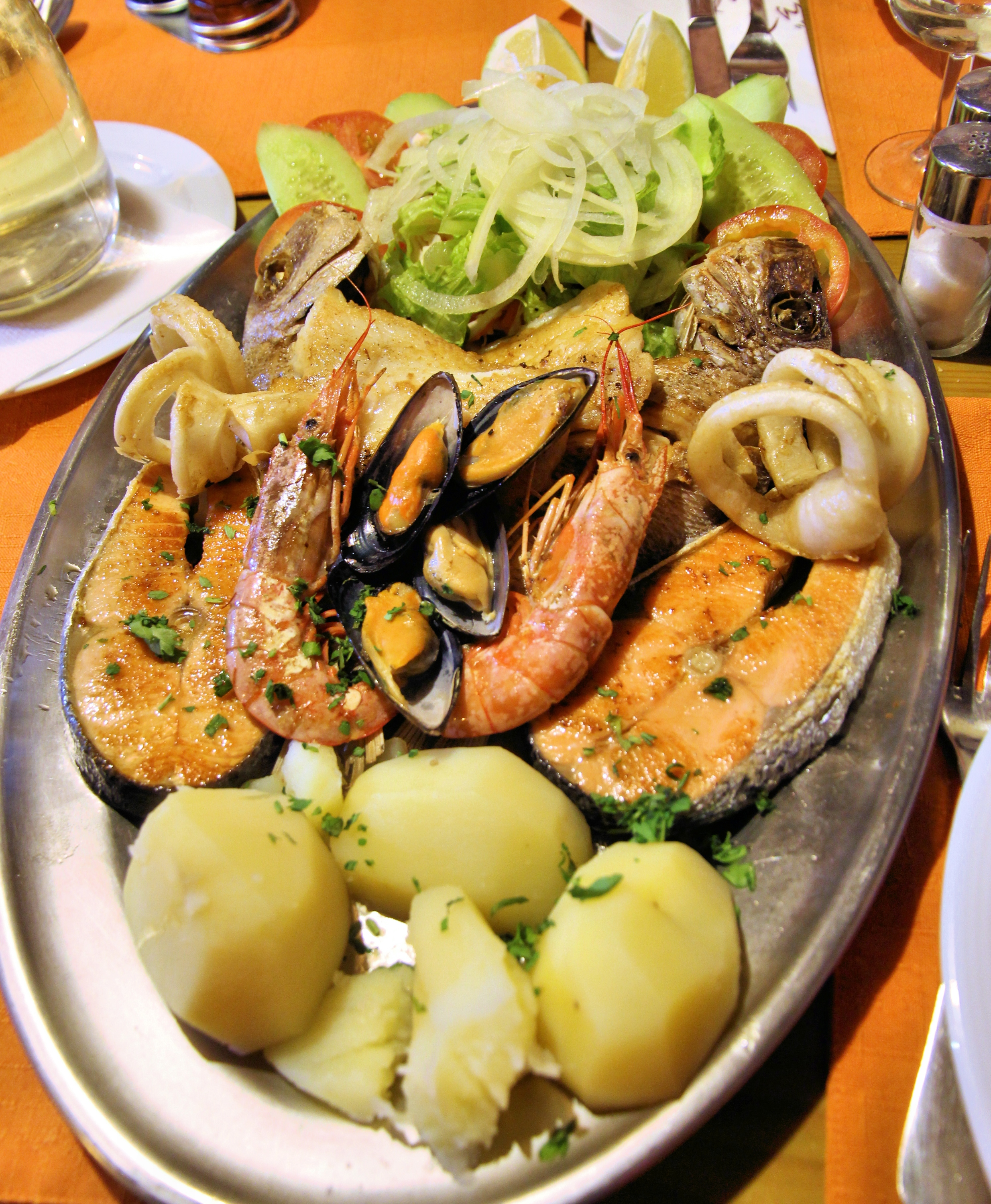
Gemischte Fischplatte auf Gran Canaria

Die Fischgründe zwischen den Kanarischen Inseln und der afrikanischen Küste galten sowohl für die kastilischen als auch für die portugiesischen Fischer des 15. Jahrhunderts als eines der reichsten Fischereigebiete.
Heute wird sowohl von einigen örtlichen Fischern, die sich in Genossenschaften zusammengeschlossen haben, als auch von großen spanischen Fischereiunternehmen der Fischfang in diesen Gewässern betrieben. Das führt zu einem großen Angebot von frischen Fischen und Meeresfrüchten auf dem örtlichen Markt auf den Inseln.
Gesalzener und frischer Fisch sind wichtige Bestandteile der kanarischen Küche.

### Bienen
Die ersten Berichte über systematische Bienenzucht auf den Kanarischen Inseln stammen aus dem Jahr 1500, als es 26 Bienenstöcke auf der Insel Teneriffa gab.
Im Jahr 2015 gab es 36.860 Bienenvölker auf den Kanarischen Inseln. Davon waren 36.682 von der einheimischen Rasse „Abeja negra canaria“.
Honig spielt in der kanarischen Küche eine wichtige Rolle bei der Zubereitung von Süßspeisen, steht aber in Konkurrenz zu heimischem Zucker und Palmsirup.

### Getreide
Das bis zur Eroberung der Inseln wichtigste Getreide, Gerste, wurde zwar weiter angebaut, der Anbau von Weizen wurde aber durch die neuen Siedler bevorzugt. Aufgrund der wenigen ebenen Flächen sind die meisten Gebiete besonders der westlichen Inseln für den Getreideanbau in größerem Stil nicht besonders geeignet. Die Produktion der anderen Inseln reichte selten aus, um alle Inseln mit Brotgetreide zu versorgen. Hafer, Roggen und Hirse wurden nur in geringen Mengen angebaut.
Weizenbrot gehört heute zu jeder kompletten Mahlzeit der kanarischen Küche.

### Obst
Die Kastilier brachten verschiedene Obstbaumarten auf die Inseln. Aufgrund des Klimas in den unterschiedlichen Höhenlagen erzielten diese aber teilweise nur mäßige Erträge. Von Bedeutung für die kanarische Küche sind Zitrusfrüchte und Feigen. Mandeln werden für Süßspeisen benötigt. Bananen wurden erst Ende des 19. Jahrhunderts in großen Mengen für den Export angebaut.
Obst wird in der kanarischen Küche nur wenig in Süßspeisen verarbeitet, sondern meist roh gegessen.

### Gemüse
Die Einführung von Zwiebeln und Knoblauch im 15. Jahrhundert bildete den Beginn der heutigen kanarischen Küche. Kohl, Wasserkresse, Gurken, Hülsenfrüchte, Yamswurzel wurden durch Zucht den Verhältnissen der einzelnen Inseln angepasst. Dadurch entstanden heute international verbreitete eigene Arten, die auch zur Bereicherung der kanarischen Küche beitrugen.
Die seit dem 15. Jahrhundert eingeführten Gemüsesorten bilden auch heute noch wichtige Bestandteile vor allem der kanarischen Eintöpfe und Suppen.

### Zuckerrohr
Ein Schwerpunkt der exportorientierten landwirtschaftlichen Produktion nach der Eroberung lag im 16. Jahrhundert auf der Zuckerherstellung aus Zuckerrohr. In der kanarischen Küche wird viel Zucker verwendet, der heute als weißer Rohrzucker importiert wird. Im Rahmen der Autarkiebestrebungen wurde am Ende der 1940er-Jahre auf einigen Inseln wieder mit der Zuckerproduktion begonnen. Im Jahr 2017 wurde auf den Kanarischen Inseln auf 12,2 Hektar Zuckerrohr angebaut. Es wird vor allem zur Herstellung von Rum und Zuckerrohrsirup (Miel de Caña) verwendet.
Rum aus Zuckerrohr ist eine Zutat einiger typischen Rezepte der kanarischen Küche. „Ronmiel de Canarias“, eine Mischung von kanarischem Rum und kanarischem Bienenhonig, ist ein alkoholisches Getränk mit einer geschützten Herkunftsbezeichnung.

### Öl
Die kastilischen Eroberer brachten aus Andalusien die Gewohnheit der Verwendung von Olivenöl an Stelle der von den Altkanariern verwendeten Tierfette mit. Obwohl 200 ha mit Olivenbäumen zur Ölherstellung bepflanzt sind, hängen die Inseln weitgehend von Importen von Olivenöl für den großen Bedarf der kanarischen Bevölkerung und der Gastronomie der Touristikindustrie ab.
Olivenöl ist nahezu in allen typischen Gerichten der kanarischen Küche enthalten.

### Gewürze
In einem kanarischen Küchengarten werden seit der Eroberung die Kräuter Salbei (Salvia), Basilikum (Albahaca), Thymian (Tomillo), Rosmarin (Romero), Koriander (Cilantro), Petersilie (Perejil), Liebstöckel (Apio de monte), Oregano und Frauenminze (Hierba de huerto oder Hierba buena) angebaut.
Die Blätter des auf den Kanarischen Inseln endemischen und unter Schutz gestellten Azoren-Lorbeer sind zwar etwas weniger aromatisch und etwas bitterer als die Blätter des Echten Lorbeers, werden aber in der kanarischen Küche trotzdem verwendet.
Weitere in der kanarischen Küche übliche Gewürze wie Safran, Gewürznelken, Zimt, Anis, Kreuzkümmel und Pfeffer werden importiert.

### Wein
Die ersten Weinreben und Weizen wurden vermutlich Mitte des 14. Jahrhunderts bei den Missionierungsbestrebungen der mallorquinischen Mönche und der Gründung des Bistums Telde auf die Insel Gran Canaria gebracht. Die Priester benötigten Brot und Wein zur Feier der Heiligen Messe. Mit dem Untergang des Bistums Telde ging vermutlich auch der Weinbau auf den Kanarischen Inseln unter. Erst die Eroberer im 15. Jahrhundert bauten erneut Wein an. Ziel war die Versorgung mit Messwein und die Deckung des Eigenbedarfs. Nur ein kleiner Teil der Produktion wurde exportiert. Erst als auf den Inseln der Karibik Zucker billiger hergestellt werden konnte als auf den Kanarischen Inseln, wurde Wein das Hauptausfuhrprodukt. Es wurde hauptsächlich Malvasier angebaut. Durch verschiedene Umstände ging der Weinexport im 18. Jahrhundert stark zurück. Während der Zeit der Wirtschaftsblockaden während der Weltkriege und der Zeit der Autarkie bis in die 1950er-Jahre war der kanarische Wein sowohl quantitativ als auch qualitativ auf ein sehr niedriges Niveau gesunken. In den 1970er-Jahren begann man, auf den Kanarischen Inseln wieder Qualitätsweine herzustellen. 1985 wurde für das Weinanbaugebiet Tacoronte-Acentejo auf Teneriffa die Denominación de Origen für Qualitätsweine dieses Anbaugebietes eingeführt. Heute gibt es auf Teneriffa fünf und auf den anderen Inseln außer Fuerteventura je ein geschütztes Herkunftsgebiet.
Wein gehört in der kanarischen Küche zu jeder Mittags- oder Abendmahlzeit.

## Einfluss Amerikas
Viele Pflanzen aus Mittel- und Südamerika wurden, bevor sie auf der Iberischen Halbinsel angepflanzt wurden, auf den Kanarischen Inseln zur Eingewöhnung (aclimatación) hochgezogen. Die Einführung neuer Pflanzen oder Pflanzensorten ist bis heute ein ständig verlaufender Prozess, an dem besonders zurückgekehrte Auswanderer aus Venezuela und Kuba (Indianos genannt) beteiligt waren. Sie brachten ihren Verwandten in der Heimat Saatgut und Kenntnisse über die Pflanzen aus Amerika mit. Es entstanden regionale Neuzüchtungen, die nur noch entfernt mit den amerikanischen Originalpflanzen verwandt sind. Heute werden viele landwirtschaftliche Produkte, die ihren Ursprung in Mittel- und Südamerika haben, auf den Kanarischen Inseln als quasi „heimische“ Produkte angebaut und verarbeitet.

### Kartoffeln
Aus Amerika wurden im 16. Jahrhundert verschiedene Kartoffelsorten direkt auf die Kanarischen Inseln gebracht und hier weitergezüchtet. Diese traditionellen kanarischen Sorten, die Papas Antiguas de Canarias, haben trotz ihrer geringen Produktionsmenge eine Auswirkung auf die kanarische Küche, weil viele Rezepte, die eigentlich auf diesen Kartoffeln basieren, heute mit modernen Kartoffelsorten nachgekocht werden. In den Restaurants werden für die typisch kanarischen „Papas arrugadas“ meist Kartoffeln der Sorte „Quinegua“ (kanarische Bezeichnung für die englische Sorte „King Edward“) verwendet.

### Mais
Maiskörner (kanarisch Millo) werden bei der Gofioherstellung verwendet. Bei 55 % des auf den Kanarischen Inseln hergestellten Gofios ist Mais die einzige Zutat. Weitere 14 % bestehen aus einer Mischung von Weizen und Mais.
Maiskolben (kanarisch Piña de Millo) gehören in nahezu alle Eintöpfe und Suppen.

### Paprika
In der kanarischen Küche werden die verschiedenen, aus Lateinamerika stammenden Paprikasorten verwendet. Die recht großen, milden Gemüsepaprika vom Typ „Lamuyo“ werden 15–19 cm lang und haben einen Durchmesser von 9 bis 11 cm, die „Pimiento Dulce Italiano“ sind 20 bis 25 cm lang und 4 bis 5 cm im Durchmesser. Beide Arten werden in Salaten, Eintöpfen und Suppen verarbeitet. Die bezüglich der Schärfe unberechenbaren Pimientos de Padrón werden meist geschmort.
Die sehr scharfen, etwa 5 cm langen roten oder grünen Paprika z. B. von der Sorte „Pimienta palmera“ werden frisch für Mojos und Salmorejo Canario benötigt.

### Tomaten
Tomaten sind heute nach Bananen das wichtigste Exportprodukt der Kanarischen Inseln. Im Wirtschaftsjahr 2015–2016 (Juli 2015 bis Juni 2016) wurden 61.580,078 Tonnen Tomaten exportiert. Die in vielen Größen, Formen und Farben gezüchteten Sorten werden meist roh in Salaten oder als Beilagen gegessen, aber auch in einigen Gerichten gekocht und geschmort.

### Süßkartoffeln
Süßkartoffeln (batata) sind auf den Kanarischen Inseln seit 1544 bekannt. Es werden verschiedene Sorten angebaut, die sich in der Farbe der Schale und des Fleisches unterscheiden. Batatas gehören in viele Suppen und Eintöpfe. Sie werden aber auch, gekocht und zu Brei zerdrückt, als Beilage gegessen. Zusammen mit Zucker und gemahlenen Mandeln und Zimt bilden sie die Füllung der Teigtaschen „Truchas“, die zu Weihnachten als Nachtisch gegessen werden.

### Kürbisgewächse
Der Gartenkürbis hat auf den Kanarischen Inseln ideale Wachstumsbedingungen. Er ist Hauptbestandteil der Kürbissuppe und der „Tortillas de Carnaval“. Er bildet eine wichtige Zutat vieler Suppen und Eintöpfen.
Verschiedene aus Amerika kommende Kürbisgewächse wurden auf den Kanarischen Inseln weitergezüchtet. Bubangos und Calabacines sind heute auf den Inseln Gemüsearten, die zu Eintöpfen und Suppen benötigt werden.

### Papaya
Die Papaya wurde aus Mittelamerika auf die Inseln gebracht. Sie wird heute in unterschiedlichen Varianten angebaut. In der kanarischen Küche wird sie sowohl für kräftige Eintöpfe als auch für süße Desserts verwendet.

### Higo pico
Im 19. Jahrhundert wurden auf den Kanarischen Inseln die Kaktusfeigen Opuntia ficus-indica angebaut mit dem Ziel, Cochenille zu gewinnen. Cochenille wurde zu einem Hauptausfuhrprodukt und wird auch heute noch in geringen Mengen gewonnen. „Cocinilla de Canarias“ ist eine in der EU geschützte Herkunftsbezeichnung.
Der Kaktus trägt aber auch Früchte „Higo pico“ (stechende Feige) genannt. Sie werden entweder roh gegessen oder zu Konfitüre verarbeitet.

## Neuere Entwicklungen
Seit Beginn der 1960er Jahre bestanden in Spanien keine Beschränkungen des Importes von Lebensmitteln mehr. Die Entwicklung des Tourismus, der heute die wichtigste Einnahmequelle der Kanarischen Inseln ist, führte zu einer Internationalisierung des Angebotes der kanarischen Gastronomie. Diese Tendenz wurde von der spanischen aber auch von der kanarischen Regierung mit Besorgnis gesehen. Eine typische Landesküche, die auf den Erzeugnissen des Landes basiert, wird als ein besonderes Alleinstellungsmerkmal des Reiseziels propagiert. Die Gastronomie soll ein weiterer Grund sein, die Kanarischen Inseln zu besuchen. Darüber hinaus will die Regierung erreichen, dass die Einnahmen, die durch den Tourismus erzielt werden, nicht als Ausgaben für den Import von Lebensmitteln für die Touristen wieder verloren gehen. Die staatlichen Stellen der kanarischen Inseln fördern daher die gastronomischen Betriebe durch Werbemaßnahmen für die kanarische Küche aus Produkten der Insel und die Ausbildung des Personals auf diesem Gebiet. Für typische Produkte wurde bei der Europäischen Union der Schutz der Herkunftsbezeichnungen beantragt. Die Landwirtschaftsforschung wurde beauftragt, Produkte daraufhin zu untersuchen, ob sie auf den Kanarischen Inseln angebaut werden können, zum Stil der kanarischen Küche passen und sowohl von den Einheimischen als auch von den Touristen nachgefragt werden. Die kanarische Küche ist also keine feste Einrichtung, sondern einem ständigen Wandel unterworfen.

### Produkte, die neu in der typisch kanarischen Küche sind
Avocados wurden bereits im Jahr 1519 von Mexiko nach Spanien gebracht. Ab 1953 untersuchten Wissenschaftler des Jardín de aclimatación de La Orotava die Möglichkeiten für die Einführung des Avocadoanbaus auf den Kanarischen Inseln. Im Jahr 2013 wurden auf den Kanarischen Inseln 10.504 t Avocados geerntet und keine mehr importiert. Der Prokopfverbrauch liegt auf den Kanarischen Inseln drei Mal so hoch wie im restlichen Spanien. Da auch die anderen Zutaten auf den Kanarischen Inseln angebaut werden, ist es möglich, dass Guacamole in absehbarer Zeit als typisch für die kanarische Küche angesehen wird.
Zu Beginn des 19. Jahrhunderts wurden Ananas auf den Kanarischen Inseln angepflanzt. Nach einer Forschungsphase begann man zu Beginn der 1980er-Jahre in La Frontera auf El Hierro mit dem gewerblichen Anbau verschiedener Sorten. Im Jahr 2013 wurden auf den Kanarischen Inseln 1.900 t Ananas geerntet. Davon 85 % auf El Hierro.
Äpfel wachsen auf den Nordseiten der Inseln in Höhen von etwa 1000 m. Mit Unterstützung staatlicher Stellen wurde ab 2010 der Anbau der Sorte Kanadarenette in Valleseco auf Gran Canaria und in El Sauzal auf Teneriffa ausgeweitet, um Apfelwein (Sidra) herzustellen. Das Ziel war, ein neues örtliches Produkt als Spezialität zu etablieren. Der Erfolg zeigte sich, als der Apfelwein aus El Sauzal beim Salón Internacional de las Sidras de Gala in Gijón 2014 als Bester seiner Kategorie beurteilt wurde.
Auf den Kanarischen Inseln gibt es keine Tradition des Pilzsammelns oder des Pilzanbaus. In der letzten Zeit werden, auch gefördert durch die staatlichen Stellen der Kanarischen Inseln, Pilze in geeigneten Höhlen und früheren Weinkellern gezüchtet, um sie in der Gastronomie als Produkte der kanarischen Landwirtschaft anzubieten.
Der Anbau und der Konsum tropischer Früchte nimmt auf den Kanarischen Inseln zu: Drachenfrucht (Pitahaya), Curuba, Maracuja, Guave, Sternfrucht (Carambola), Chayote, Horngurke (Kiwano), Mango. Alle diese Früchte werden in der Provinz Santa Cruz de Tenerife geerntet und auf dem örtlichen Großmarkt angeboten. Ein großer Teil der Früchte wird auf den Bauernmärkten, die an den Wochenenden an vielen Orten stattfinden, direkt an die örtlichen Verbraucher verkauft.

## Einzelne Spezialitäten
Die im Folgenden aufgeführten Spezialitäten werden nicht nur auf den Kanarischen Inseln gegessen und getrunken. Sie haben aber meist eine besondere Bedeutung in der kanarischen Küche und werden in offiziellen Publikationen als landestypisch bezeichnet. Die Bezeichnungen einiger Produkte sind auch als Herkunftsbezeichnung G.g.A. oder D.O. geschützt.
Almogrote ist eine streichfähige Masse aus gereiftem Käse, Knoblauch, Tomaten und Öl. Er ist eine typische Spezialität der Insel La Gomera.
Barraquito ist ein cortado leche y leche, dem Branntwein, ein Stück Zitronenschale und Zimt zugegeben wird.
Bien me sabe (dt. Schmeckt mir gut) ist eine Süßspeise, die aus Eigelb, gemahlenen Mandeln, Zucker usw. hergestellt wird. Sie ist eine typische Spezialität der Kanarischen Inseln, Andalusiens und Venezuelas.
Bubango ist ein auf den Kanarischen Inseln verbreitetes Kürbisgewächs, das für verschiedene typische Suppen und Eintöpfe benötigt wird.
Carne cabra en salmorejo (dt. etwa: Ziegenfleisch in pikanter Soße) ist eine für die Insel Gran Canaria typische Zubereitungsart. Das Fleisch wird über Nacht in einer Beize aus Zitronensaft, Knoblauch, scharfer Paprika, Weißwein, Essig, Öl, Gewürzkräutern und Salz eingelegt.

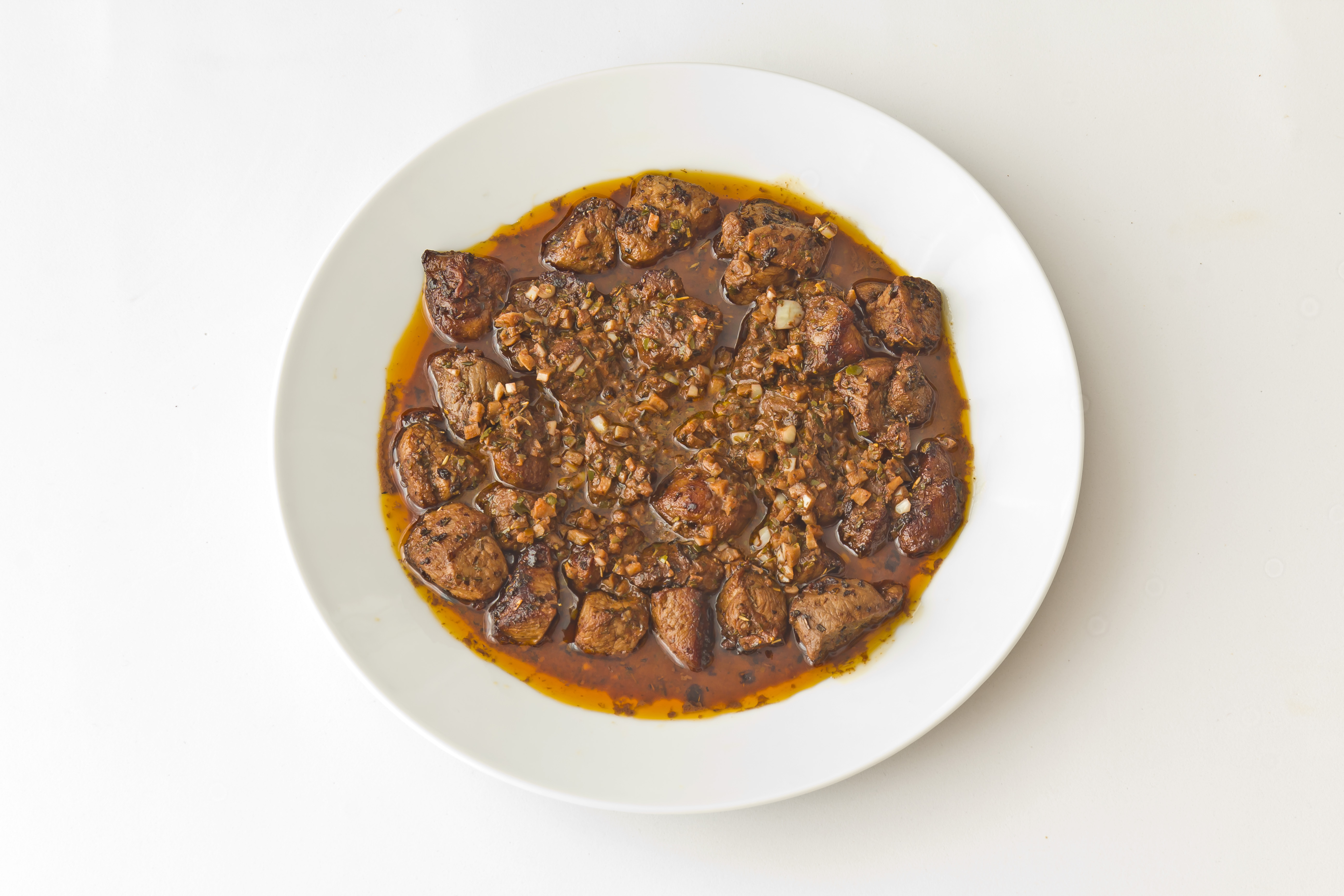
Carne Fiesta

Carne Fiesta (dt. etwa: Festtagsfleisch) ist eine kanarische Spezialität, die früher hauptsächlich an Feiertagen gegessen wurde. Das Schweinefleisch wird mehrere Stunden vor der Zubereitung in eine Marinade aus Wein, Weinessig, Olivenöl und scharfen Paprika, Kümmel, Oregano, Thymian und Knoblauch eingelegt.
Cebollas tradicionales de Tenerife sind auf den Kanarischen Inseln verbreitete Zwiebelzüchtungen einzelner Regionen, die den Gerichten der kanarischen Küche einen besonderen Geschmack, eine bestimmte Schärfe oder auch Farbe vermitteln. Einige bekannte Arten Cebolla de Masca, Cebolla de Los Carrizales und Cebolla de Guayonje werden auf örtlich sehr begrenzten Flächen angebaut. 2014 wurden auf Teneriffa 3.000 Tonnen Zwiebeln geerntet. Der oberirdische Teil der Zwiebeln wird auch wie Schnittlauch verwendet.
Chicharro (dt. Bastardmakrele) ist ein Fisch, der an den Küsten des nordöstlichen Atlantik von Norwegen bis Südafrika, vorkommt. Er wird in Asturien, im Baskenland und auf den Kanarischen Inseln gebraten und als traditionelle Mahlzeit gegessen. Er galt früher als Armeleuteessen. Daher wurden die Fischer und Hafenarbeiter des Hafens von Santa Cruz de Tenerife von den reichen Bewohnern der Hauptstadt San Cristóbal de la Laguna chicharreros genannt, eine Bezeichnung, die noch heute für die Santacruzeros verwendet wird. Das Diccionario de la lengua española setzt den Begriff Tienerfeño für Bewohner der Insel Teneriffa mit Chicharrero gleich.
Chorizo canario ist eine Wurstspezialität der Kanarischen Inseln, die mit wechselnden Zutaten in verschiedenen Orten unter dem jeweiligen Ortsnamen bekannt sind. z. B. Chorizo de Teror stammt aus der Gemeinde Teror auf der Insel Gran Canaria. Schweinebacke, durchwachsener Speck und Schweineschulter, mehr fettes als mageres Fleisch wird durch einen Fleischwolf zerkleinert. Es wird mit Oregano, schwarzem und weißem Pfeffer sowie Paprikapulver gewürzt und Weißwein, Knoblauch und Salz zufügt. Die Masse bleibt einige Tage stehen und wird dann in Kunstdarm gefüllt.
Conejo en Salmorejo canario (frei übersetzt ‚Kaninchen in pikanter Soße‘) ist eine Spezialität, die nicht nur während der Jagdsaison von Anfang August bis Ende Oktober gegessen wird. Die wilden Kaninchen werden in den meisten Fällen nicht geschossen, sondern mit Jagdhunden der Rasse Podenco Canario in Meutejagd erlegt. Wie viele Kaninchen so gejagt werden, ist statistisch nicht erfasst. Im Jahr 2014 wurden auf den Kanarischen Inseln 41.797 Kaninchen bei Züchtern gezählt.
Enyesque ist der kanarische Ausdruck für Tapa.
Frangollo canario ist ein Dessert aus Maismehl (kein Gofio), Milch, Zimt, Zitronenschale, Rosinen und Mandeln.
Gofio war zu Zeiten der Altkanarier das wichtigste pflanzliche Lebensmittel. Getreide oder Hülsenfrüchte werden geröstet und dann gemahlen. Das so entstandene Mehl wird entweder mit Brühe, Knoblauch, Kräutern und Gewürzen oder mit Honig, Mandeln und Rosinen zu einem Teig geknetet und roh gegessen.
Gomerón ist ein Likör, der aus Branntwein und „Miel de Palma“ hergestellt wird.
Guarapo ist der Saft der Kanarischen Dattelpalme. Aus ihm wird auf den Kanarischen Inseln, besonders auf La Gomera, ein Palmhonig „Miel de Palma“ hergestellt. In Südamerika wird der Saft des Zuckerrohrs bzw. ein daraus hergestelltes Getränk als Guarapo bezeichnet.
Huevos moles sind eine Süßspeise aus geschlagenen Eigelb und Zucker.
Miel de Tenerife ist eine geschützte Ursprungsbezeichnung für Honig, der auf der Insel Teneriffa erzeugt wurde. Aufgrund der Vielfalt der zu verschiedenen Zeiten blühenden Pflanzen ergibt sich durch das Versetzen der Bienenstöcke eine große Menge unterschiedlicher Geschmacksrichtungen.
Miel de palma ist ein Sirup, der aus dem Saft der Kanarischen Palme gewonnen wird. Er wird in der kanarischen Küche besonders zum Süßen von Desserts verwendet. Miel de Palma darf innerhalb der Europäischen Gemeinschaft nicht unter diesem Namen vertrieben werden, da mit „Miel“ (Honig) nur das Produkt von Bienen bezeichnet werden darf. Die zulässige Bezeichnung ist „Sirope de palma“.
Mojo ist eine Soße, deren Grundlagen Öl und Essig und Knoblauch sind. Dieser Mischung werden scharfe Gewürze und Kräuter zugesetzt. Es gibt verschiedene Arten. Die Benennung hängt von den überwiegenden Zutaten oder von der Farbe ab.
- Bei der Mojo verde ergeben Petersilie und Korianderkraut die Grünfärbung.
- Mojo rojo, meist Mojo picante (scharfe Soße), enthält Paprika (Spanischen Pfeffer) und gelegentlich getrocknete Tomaten.
- Mojo palmero ist die mildere Variante der Mojo rojo. Für sie wird „Pimienta“ der Insel La Palma verwendet.
- Mojo hervido wird aus Öl, Essig, Knoblauch, eingeweichtem Brot oder Paniermehl und Kräutern hergestellt. Die Zutaten werden vermischt und kurz aufgekocht. Viele Kanarier haben ihr eigenes Rezept mit besonderen Zutaten. Gelegentlich wird auch Almogrote zu den Mojos gezählt

Morcilla ist eine Wurst aus Schweineblut, Schweineschmalz, Zwiebeln, Paniermehl, Mandeln und Rosinen. Als Gewürze werden Zucker, Muskat, Oregano, Minze, Paprika und Salz zugefügt.

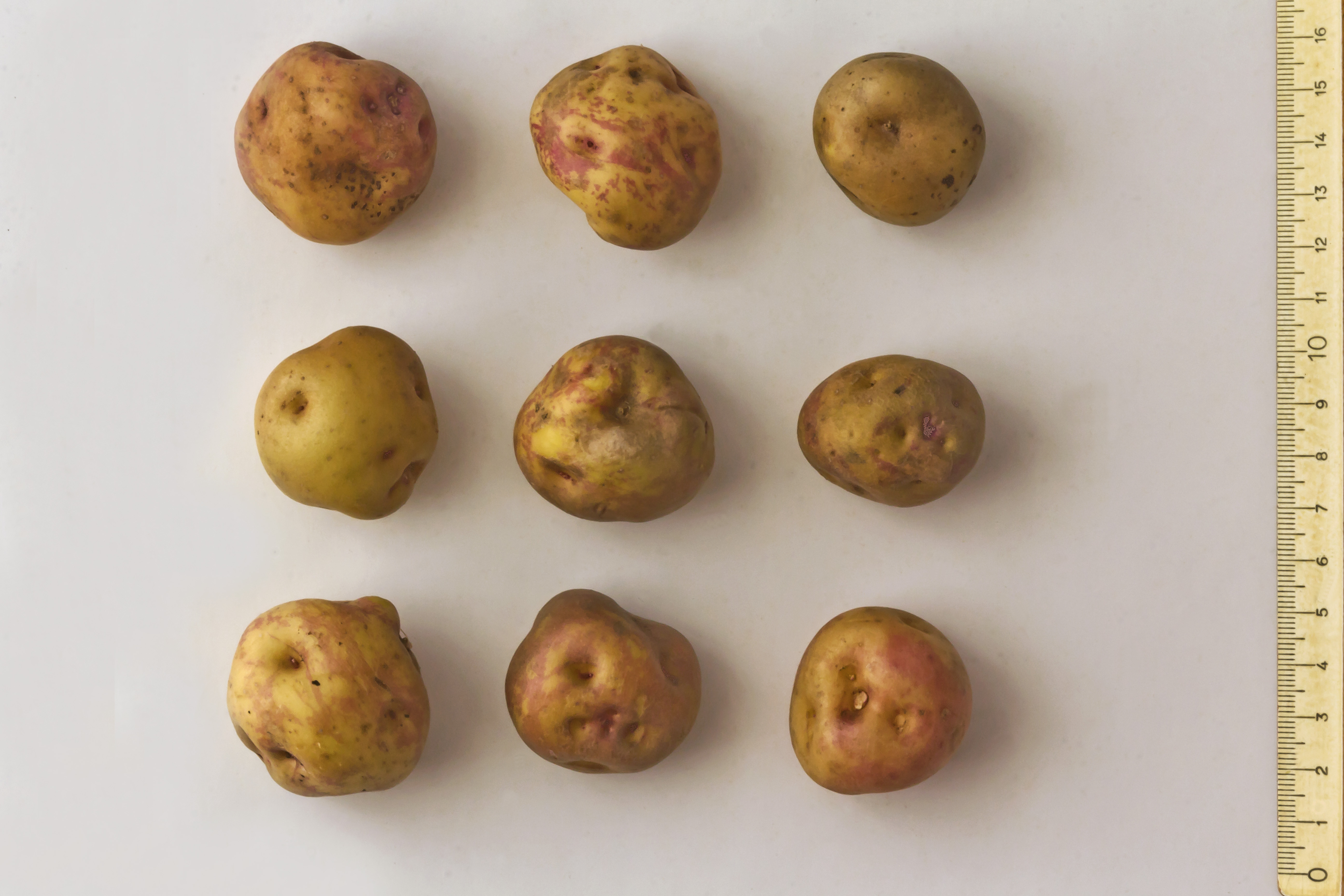
Papas Antiguas de Canarias

Papas Antiguas de Canarias sind die „Knollen der Kartoffelsorten, die auf den Kanaren als ‚alte‘ Sorten bekannt sind und auch als regionale, traditionelle, bunte und/oder heimische Kartoffeln bezeichnet werden“.
Papas arrugadas (Runzelkartoffeln) sind ungeschälte Kartoffeln, die in Salzwasser (100 g Salz auf 400 ml Wasser) gekocht werden. Wenn die Kartoffeln gar sind, wird das Wasser abgegossen. Die Kartoffeln werden erneut mit etwas Salz bestreut und der Topf wieder etwa fünf Minuten auf den Herd gesetzt und gelegentlich etwas bewegt oder geschwenkt, damit die Kartoffeln nicht anbrennen. Traditionell werden „bunte“ Kartoffeln (Papas Antiguas) verwendet. Mit diesen Kartoffeln gelten Papas arrugadas nicht als Beilage, sondern zusammen mit Mojo als selbständige Mahlzeit.
Platanos de Canarias sind „Bananen der Sorte Cavendish, Art Musa acuminata Colla (AAA), die auf den Kanarischen Inseln zum frischen Verzehr angebaut, aufgemacht und verpackt werden.“ Die kanarischen Bananen spielten, besonders zu Beginn des 20. Jahrhunderts, eine große Rolle als Exportprodukt. In der kanarischen Küche ist die Verarbeitung von Bananen mit wenigen Ausnahmen (z. B. Arroz a la cubana) auf Süßspeisen beschränkt. Die Vereinigung der Organisationen der kanarischen Bananenproduzenten (La Asociación de Organizaciones de Productores de Plátanos de Canarias (ASPROCAN)) versucht allerdings, mit Werbemaßnahmen die Anwendung von Bananen auch in anderen Gerichten zu propagieren.

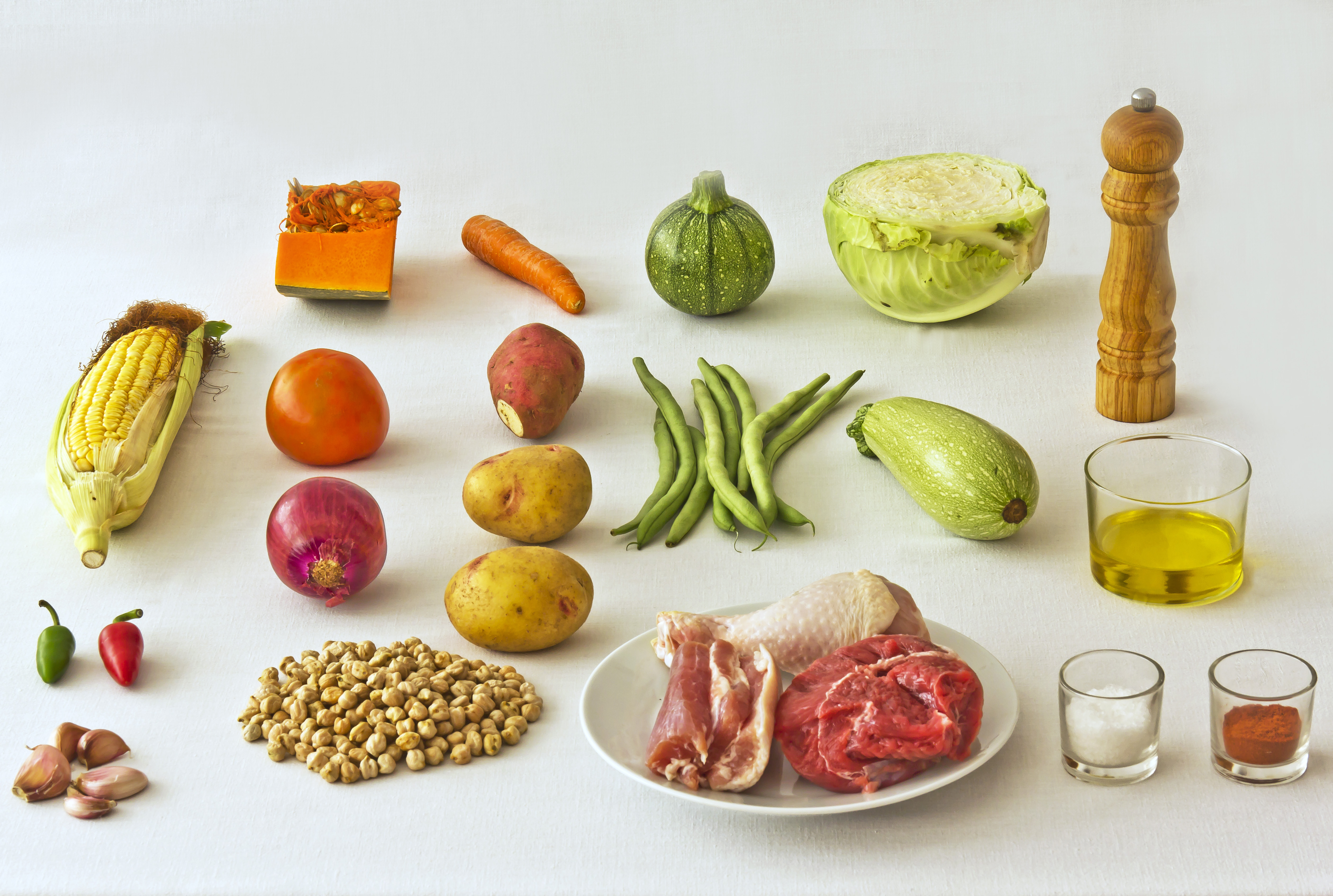
Zutaten eines Puchero canario

Puchero canario ist ein Gericht, das einen Querschnitt der auf den Kanarischen Inseln angebauten Gemüsesorten darstellt. Knoblauch, Peperoni, Maiskolben, Kichererbsen, Zwiebel, Tomate, Kürbis, Kartoffeln, Süßkartoffel, Möhre, Schweine-, Rind- und Hühnerfleisch, Bohnen, Bubango, Calabacín, Kohl, Salz und Paprika, Öl und Pfeffer werden zu einem Eintopf gekocht.
Potaje de berros ist eine Suppe, die ihren Namen von der Brunnenkresse als wichtigem Bestandteil bekommen hat. Außerdem enthält die Suppe Kürbis, Kartoffeln, Bohnen, Zwiebeln, Knoblauch und gepökeltes Schweinefleisch.
Quesos de Canarias (Käse) wurde bereits von den Ureinwohnern der Kanarischen Inseln hergestellt und mit Gofio verknetet gegessen. Heute gibt es eine große Auswahl unterschiedlicher Käsesorten. Die Autonome Gemeinschaft Canarias liegt in Spanien an erster Stelle bei der Herstellung und dem Verbrauch von Ziegenkäse. Der Ziegenkäse Majorero, der auf der Insel Fuerteventura hergestellt wird, war der erste Ziegenkäse, der eine geschützte Ursprungsbezeichnung erhielt. Heute haben weitere Käsesorten diesen Schutz.
Käse wird in der kanarischen Küche einerseits ohne weitere Verarbeitung, aber auch gebacken mit Mojo oder in anderen Gerichten verarbeitet gegessen.
Ron miel ist ein alkoholisches Getränk, das aus Rum und Bienenhonig hergestellt wird. Ron miel wird häufig mit einer Zimtstange und einem Stück Zitronenschale serviert. Ron miel de Canarias ist eine geschützte geografische Angabe für Spirituosen.
Ropa Vieja (dt. alte Wäsche) ist nach dem Wörterbuch der spanischen Sprache ein Gericht aus Fleisch und anderen Resten, die im Topf übriggeblieben sind. Auf der Tourismusseite der Inselregierung von Gran Canaria (Cabildo) wird für das als typisch kanarisch bezeichnete Rezept vorgeschlagen, Kichererbsen, Rindfleisch, Hühnerfleisch, Kartoffeln, Knoblauch, Paprika, Tomate und Gewürze zu verwenden.
Salmorejo canario ist eine Soße aus Knoblauch, Pfeffer, kleinen scharfen Paprikaschoten, Öl und Essig. Die durch Verreiben der Zutaten in einem Mörser entstandene Paste wird auf rohes Fleisch zum Marinieren aufgetragen oder in die Bratflüssigkeit gegeben.
Salmorejo canario ist also nicht wie der Salmorejo auf der Halbinsel eine Variante des andalusischen Gazpacho, einer Suppe aus Tomaten, Brot, Öl, Knoblauch und verschiedenen Gemüsen.
Sancocho canario ist eine Speise aus Kartoffeln, Süßkartoffeln und Fisch, zu der üblicherweise eine „Mojo“ gegessen wird.
Trucha ist eine süße Teigtasche, die mit gemahlenen Mandeln, geschmorten Süßkartoffeln oder Kürbis gefüllt ist.
Turron ist eine Süßigkeit, die aus einer Masse von Gofio, Mandeln und Honig hergestellt wird.